# A rabló szeme
A rabló szeme (eredeti címén: Cold Comes the Night) 2013-ban bemutatott amerikai bűnügyi-thriller, melyet Tze Chun rendezett, valamint a forgatókönyvet Chun, Oz Perkins és Nick Simon írta.
Az Amerikai Egyesült Államokban 2014. január 10-én mutatták be. A főszereplők Alice Eve, Bryan Cranston, Logan Marshall-Green, Ursula Parker és Leo Fitzpatrick.

## Cselekménye
Chloe (Alice Eve), egyedülálló anyaként a magányos autópálya benzinkútja mellett álló lepusztult motelt vezeti, az ő Szófia (Ursula Parker) nevű lányával, akivel együtt él. Topolewski (Bryan Cranston) és az ő John nevű társa az autópályán utazik egy dzsipben. Megállnak Chloe Moteljánál, és John bérel egy éjszakára magának a prostituáltat, Gwent, majd meggyőzi Topot, hogy maradjanak egy éjszakára. Amikor Gwen szórakozik Johnnal a szobában, a férfi halálos lövést ejt a nőn, melyre Chloe felébred. Chloe megnézi mi történt, és látja Gwent fejbe lőve a padlón, Johnt pedig elvérezni az ágyban.
Amikor a rendőrség megérkezik, Chloe beszél az egyik rendőr barátjával, Billyvel (Logan Marshall-Green), aki egyben Gwen stricije is volt. Miközben Billy vigasztalja a nőt, Chloe elmondja neki, hogy többé a motel szobáját nem használhatják a lányok, mivel egy szociális munkás megfenyegette korábban azzal, hogy elveszik tőle Szófiát, ha egy héten belül nem tud a kislánynak megfelelő környéket biztosítani. A következő napon Topo túszul ejti Chloét és Szófiát, hogy megkeressék a rendőrség által elvitt dzsipet. Mivel Szófia még kislány, Chloe kénytelen vállalni, hogy segítsen a férfinak. Topo kényszeríti Chloét és Szófiát, hogy menjenek el Billy lakóhelyére. Amber (Billy felesége) nyit ajtót, majd Chloé és Billy egymásnak esnek. Billy nem hajlandó a nőnek elmondani, hogy hol a dzsip. Topo arra kényszeríti a nőt, hogy törjön be a rendőrség roncstelepére és a rádió mögötti csomagot hozza el. Miután ügyesen kijátssza a járőröket, Chloé eléri az autót, de nem találja sehol sem a csomagot.
Visszamennek a motelbe, majd Chloe jobban megismerkedik Topóval és kitalálja, hogy ő egy futár, aki állítólag pénzkötegeket szállít. Azt javasolja Topónak, hogy felezze el vele a pénz, ha segít neki, gyorsabban megtalálják a csomagot. A férfi vonakodva, de beleegyezik. Miután Szófia és Chloe elalszik, Topo körül néz és megtalálja a nő elrejtett vészhelyzeti pénzét.

## Szereplők
| Színész              | Szerep            | Magyar hang      |
| -------------------- | ----------------- | ---------------- |
| Alice Eve            | Chloe             | Vadász Bea       |
| Bryan Cranston       | "Topo" Topolewski | Vass Gábor       |
| Logan Marshall-Green | Billy             | Előd Álmos       |
| Ursula Parker        | Sophia            | Pál Zsófia       |
| Erin Cummings        | Amber             | Várkonyi Andrea  |
| Stephen Sheffer      | Jacques           | Baráth István    |
| Robert Prescott      | McKenney nyomozó  | Berzsenyi Zoltán |